# 福新镇
福新镇，是中华人民共和国广西壮族自治区崇左市天等县下辖的一个乡镇级行政单位。

## 行政区划
福新乡下辖以下地区：
福星村、种典村、苗村、万秀村、江岸村、理进村、康苗村、松山村、福宁村、黎亮村、选解村、北教村和救汉村。